# Köroğlu (Hacıbəyov)
Köroğlu (El fill del cec) és una òpera en cinc actes amb música d'Üzeyir Hacıbəyov i llibret en àzeri del mateix compositor, Mammed Said Ordubadi i Habib Ismaylov. Es va estrenar el 30 d'abril de 1937 al Teatre d'Òpera i Ballet Acadèmic Estatal de l'Azerbaidjan, a Bakú, dirigida pel compositor, amb Bulbul i Gulyara Iskenderova en els papers principals.
Va ser l'última òpera completa de Hajibeyov i se sol descriure com la seva obra més important, i amb la que va guanyar un Premi Estatal de l'URSS el 1941.
El llibret es basa en episodis de l'Èpica de Köroğlu, una llegenda heroica destacada en les tradicions orals dels pobles turcs. L'acció discorre a l'Azerbaidjan als segles XVI-XVII.

## Representacions

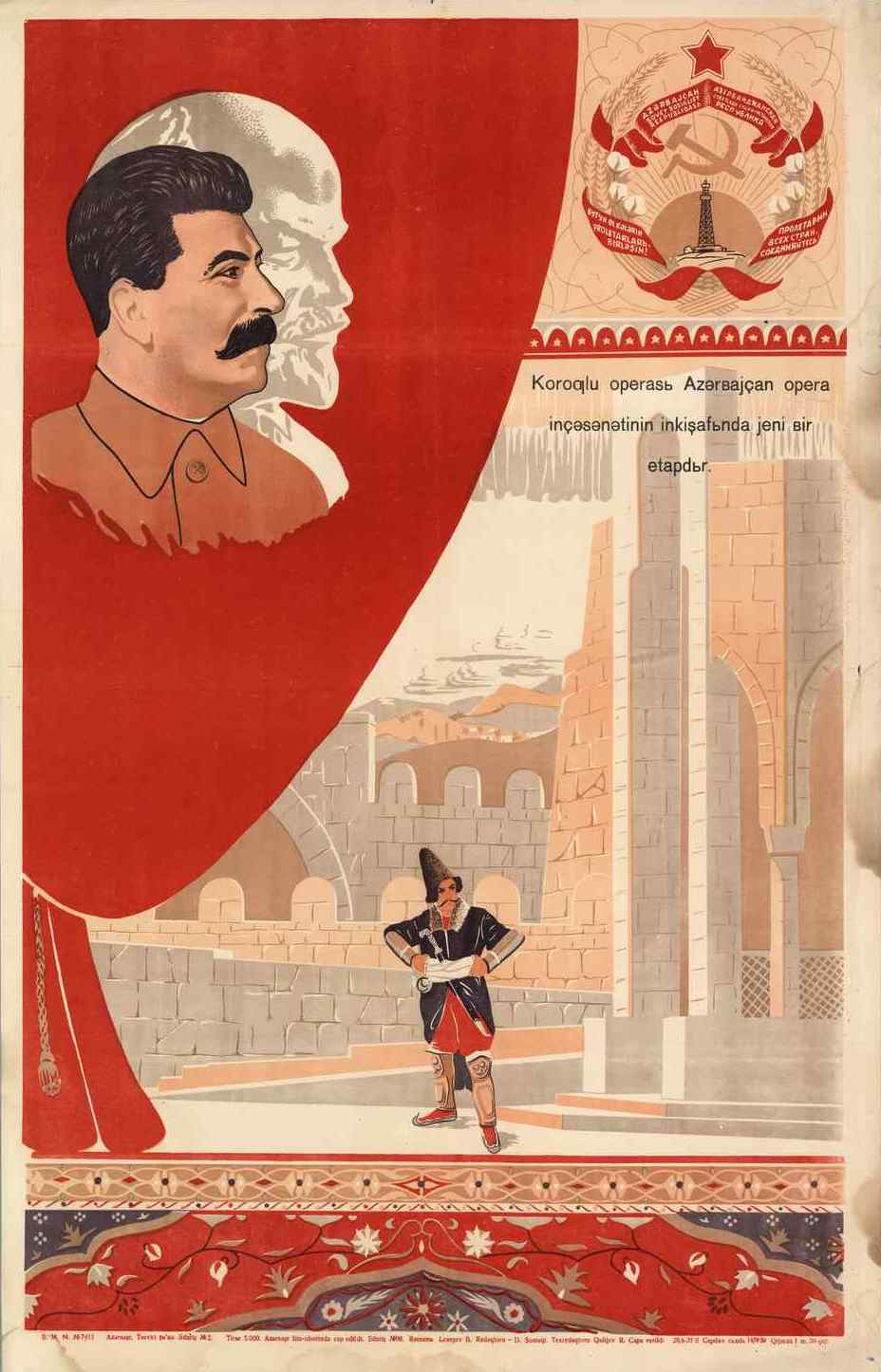

L'òpera va tenir la seva primera actuació a Moscou el 1938 i va rebre la seva primera posada en escena completa en rus el 1943. Fins a l'any 1959 es va anar representant a Moscou.
Köroğlu encara es realitza amb freqüència per l'Òpera Estatal de l'Azerbaidjan. A finals dels 1980 la seva obertura es va convertir en l'himne no oficial per al moviment de l'Azerbaidjan per la independència de la Unió Soviètica i encara s'utilitza sovint per obrir concerts a l'Azerbaidjan.

## Argument

### Acte I
A finals del segle xvi. El magnífic castell de Hassan Khan a la natura, als peus de la muntanya. Les cabanes dels camperols pobres es troben dispersos a l'entorn del castell. La seva vida és difícil. Hassan Khan és un senyor sense cor, molt cruel. La violència, el fuet, el robatori, l'assassinat és un mitjà per confirmar el seu poder. Les persones desesperades per la pobresa, la fam i l'atrocitat del Khan comença a murmurar contra ell. Seria suficient una espurna per fer florir la ira de la gent.
El kan està de festa. Els senyors veïns es reuneixen a casa seva. Vol oferir un cavall a un dels clients i dona les ordres de portar el millor cavall de l'arment. Ali, criador de cavalls, se'n va al ramat que pastura i no pot aconseguir la petició del kan. Aquest, molt furiós, ordena fer-lo cec. L'ancià s'agenolla per demanar al kan que el mati en lloc de la ceguesa. Però l'ordre del kan s'implementa.
El fill d'Ali, Rovshan, arriba a casa sense sospitar cap situació dolorosa mentre canta el seu amor a la bella Nigar. Però ella li anuncia el crim del kan. Rovshan corre cap al seu pare, però ja és massa tard. El pare li diu a Rovshan que ara és el «fill del cec» («köroğlu»). Rovshan decideix venjar al seu pare i després d'adoptar el nom de Köroğlu, se'n va a les muntanyes i fa una crida a tots els oprimits pel kan per venjar-se del tirà sanguinari.

### Acte II
Hassan Khan està pensatiu: els seus forts murs el salvaran de la ira del poble? El moviment popular està creixent. El nom de Köroğlu s'està convertint en una llegenda. Els senyors feudals estan consternats davant del salvador popular. Hassan Khan demana ajuda al paixà turc Ehsan. Arriben males notícies: les tropes del kan han sigut conquerides pels rebels. El festí es converteix en un consell militar contra Hassan Khan. Cadascú ofereix un pla. La proposta més pèrfida pertany al bufó: robar el cavall favorit de Köroğlu «Guirat». Köroğlu no tardarà en arribar per alliberar el seu fidel amic i llavors serà atrapat. Qui s'atrevirà a anar a buscar el cavall de Köroğlu de la fortalesa dels rebels? Hamza està llest. Obtindrà la bella Nigar com a premi. Nigar té pànic del que li pugui passar i envia al seu germà Eyvaz a veure a Köroğlu.

### Acte III
Sota la bandera de Köroğlu a Tchenlibel el nombre de rebels va augmentant. Ell acaba de tornar amb nous habitants dels pobles veïns. Als peus dels murs apareix Hamza disfressat que demana ajuda i confirma que és un criador de cavalls que fuig de Hassan Khan, que el persegueix. Köroğlu confia Guirat a Hamza. A la nit, durant una tempesta, Hamza s'emporta a Guirat.

### Acte IV
Festa al castell de Hassan Khan. Apareix un ashik desconegut. Hamza s'hi interessa i li demana cançons per cantar. Canta molt bé. La nova cançó magnifica el famós cavall de Köroğlu, Guirat. El kan riu, és molt feliç, perquè Guirat està en el seu estable. Però l'ashik no ho creu, Guirat no pot ser-hi. Així que, a petició d'Hassan Khan es posa a Guirat directament a la sala. Hamza entre i crida «Aquest és Köroğlu!». Köroğlu és pres i el kan està satisfet, el parany s'ha tancat. Porten infeliços a Nigar i el seu germà, que han sigut capturats pel camí. Qui l'ha enviat a Tchenlibel? Nigar admet que va ser ella. Hamza es precipita cap a ella, però Köroğlu que acaba de trencar les seves cadenes d'un moviment del braç, l'ajuda i mata a Hamza. Es munta en el seu cavall i desapareix. Hassan Khan dirigeix la seva ira contra Nigar. S'executarà al mateix temps que el seu germà i el noi de l'estable, Polad, que no ha vigilat Guirat.

### Acte V
Es reuneix als habitants a la plaça per veure l'execució. La gent és infeliç i se senten malediccions contra el Khan. La gent saluden els condemnats amb compassió. Nigar encara està en la bastida. És recolzat pels seus amics. Hassan Khan arriba i dona ordres per a començar l'execució. Nigar denuncia al tirà. En l'últim moment Köroğlu apareix de sobte al lloc i allibera als presoners. Els tirans són castigats i el poble saluda a Köroğlu.